# Early McIntosh (manzana)
Early McIntosh es el nombre de una variedad cultivar de manzano (Malus domestica). 
Un híbrido de manzana del cruce de 'White Transparent' x 'McIntosh'. Criado en 1909 por Richard Wellington en la «New York State Agricultural Experiment Station» (Estación experimental agrícola del estado de Nueva York), Geneva Estado de Nueva York. Fue introducido en los circuitos comerciales en 1923. Las frutas tienen pulpa blanca y crujiente que a menudo se tiñe de rosa debajo de la piel, con un sabor dulce y subácido. Tolera la zona de rusticidad delimitada por el departamento USDA, de nivel 2.

## Historia
'Early McIntosh' es una variedad de manzana, híbrido del cruce de 'White Transparent' x 'McIntosh'. Desarrollado y criado a partir de Parental-Madre 'White Transparent' mediante una polinización por Parental-Padre con la variedad 'McIntosh'. Desarrollado y criado a partir de 'White Transparent' mediante una polinización por la variedad 'McIntosh'. Criado en 1909 por Richard Wellington en la «New York State Agricultural Experiment Station» (Estación experimental agrícola del estado de Nueva York), Geneva Estado de Nueva York (Estados Unidos). Fue introducido en los circuitos comerciales en 1923.
'Early McIntosh' está cultivada en diversos bancos de germoplasma de cultivos vivos tales como en National Fruit Collection (Colección Nacional de Fruta) de Reino Unido con el número de accesión: 1929-042 y Nombre Accesión : Early McIntosh.

## Progenie
'Early McIntosh' es el Parental-Madre de la variedades cultivares de manzana:
- Dunning
- Alton

'Early McIntosh' es el Parental-Padre de la variedades cultivares de manzana:
- Shinsei
- Beverly Hills

## Características
'Early McIntosh' árbol erguido, robusto y vigoroso. Listo para la cosecha durante un período de tres semanas comenzando temprano en el segundo período. Tiende a producir cosechas cada dos años (vecería), y es necesario aclarar el cuajado para mantener el tamaño adecuado de la fruta. Deja caer la fruta a medida que se acerca a la madurez. Tiene un tiempo de floración que comienza a partir del 5 de mayo con el 10% de floración, para el 9 de mayo tiene una floración completa (80%), y para el 15 de mayo tiene un 90% caída de pétalos. Desarrolla una abundante floración hacia la cosecha.
'Early McIntosh' tiene una talla de fruto mediano; forma globoso plana que puede variar de achatada a redonda cónica, con altura de 52,00mm y anchura de 58,50mm; con nervaduras débiles, y corona débil-medio; epidermis tiende a ser dura con color de fondo es amarillo, con un sobre color naranja, importancia del sobre color alto, y patrón del sobre color rayado, presentando rubor anaranjado y rayas superpuestas, "russeting" (pardeamiento áspero superficial que presentan algunas variedades) bajo; cáliz de tamaño mediano y parcialmente abierto, ubicado en una cuenca algo profunda y estrecha; pedúnculo largo y delgado, colocado en una cavidad profunda y estrecha que está cubierta de un ligero "russeting" con rayos que se extienden sobre el hombro de la manzana; carne de color blanco con algunas manchas pálidas al lado de la piel, algo firme, crujiente y tierno. Sabor jugoso, ligeramente ácido con un toque de fresa.
Su tiempo de recogida de cosecha se inicia a mediados de agosto. Se mantiene bien durante un mes en cámara frigorífica.

## Usos
Una excelente manzana para comer en postre de mesa, y gracias a su textura firme y crujiente, también se pueden utilizar para hornear.

## Ploidismo
Diploide, auto estéril. Grupo de polinización: E, Día 16.